# Джон Доу (Цілком таємно)
Джон Доу (англ. John Doe) — 7-й епізод дев'ятого сезону серіалу «Цілком таємно». Епізод не належить до «міфології серіалу» — це «монстр тижня». Прем'єра в мережі «Фокс» відбулася 13 січня 2002 року.
У США серія отримала рейтинг Нільсена, рівний 5.0, це означає — в день виходу її подивилися 8.7 мільйона глядачів.

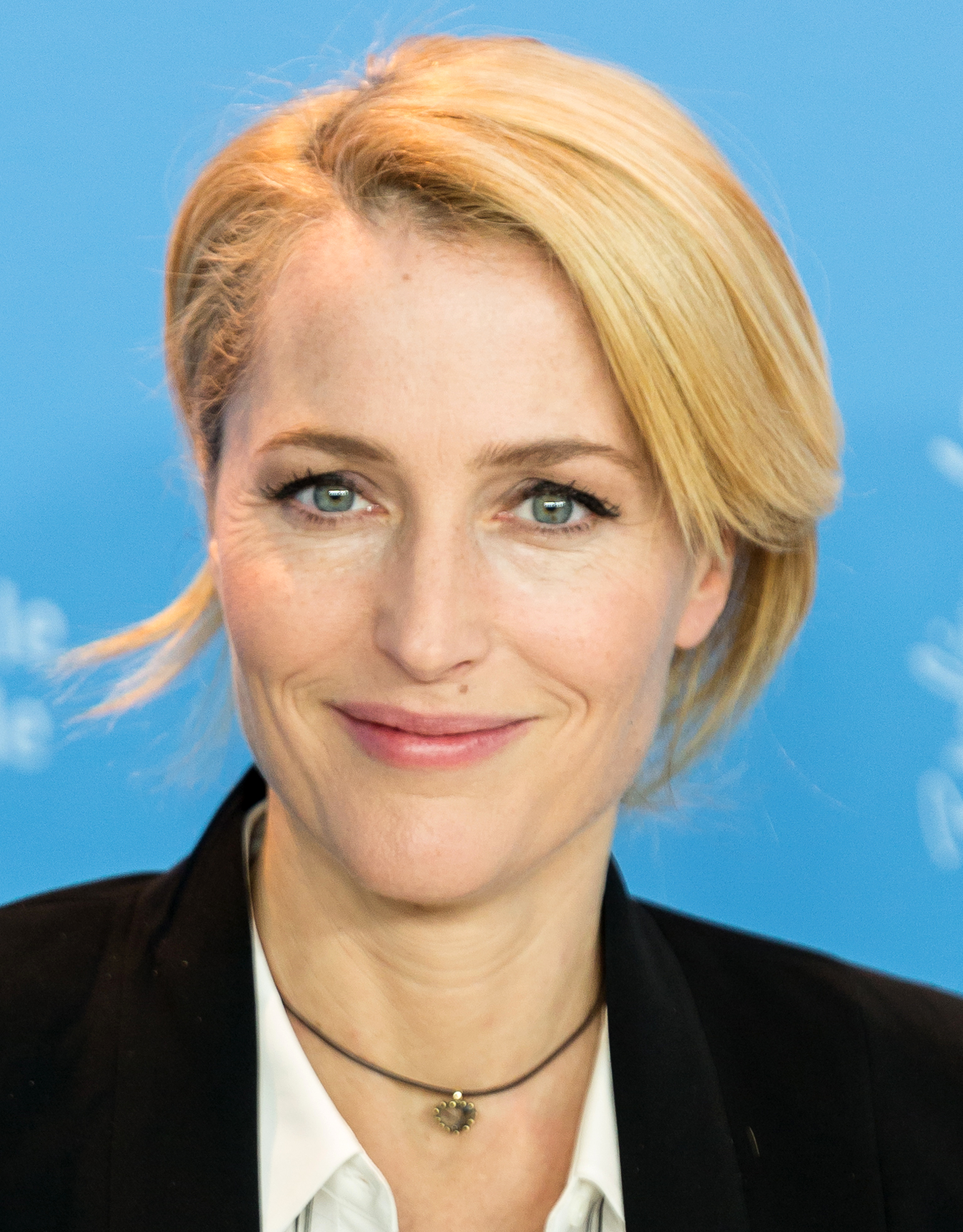

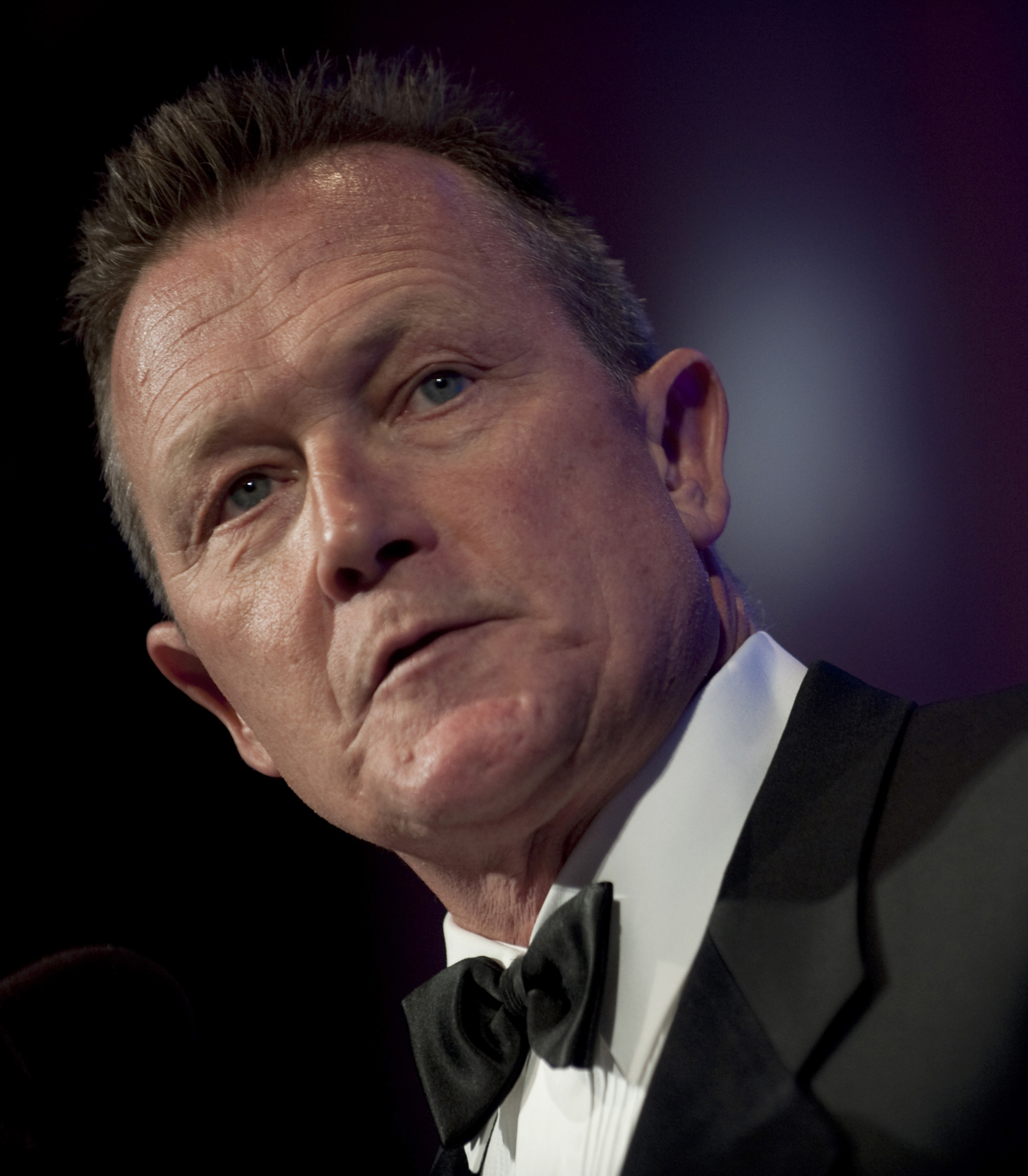

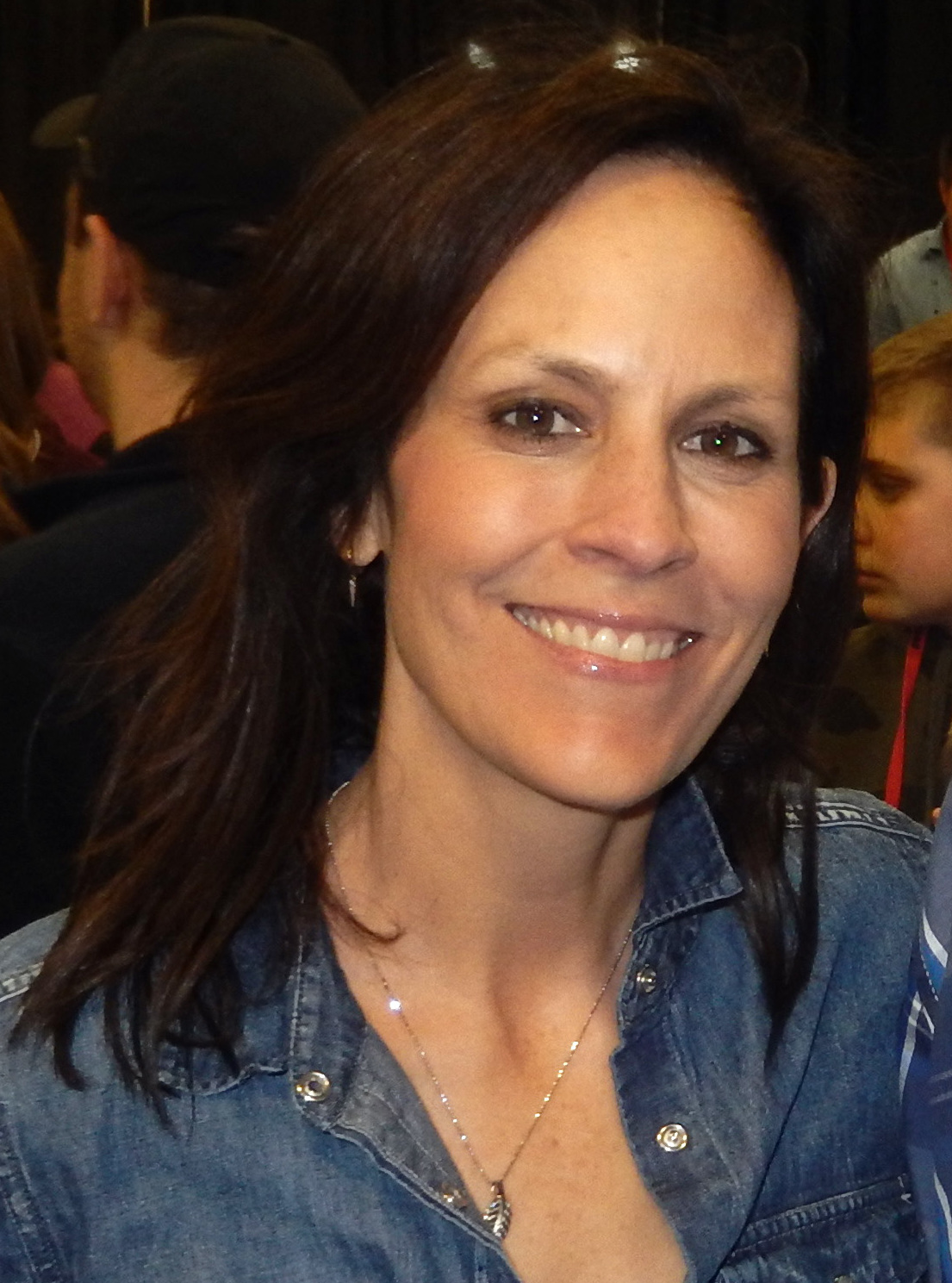

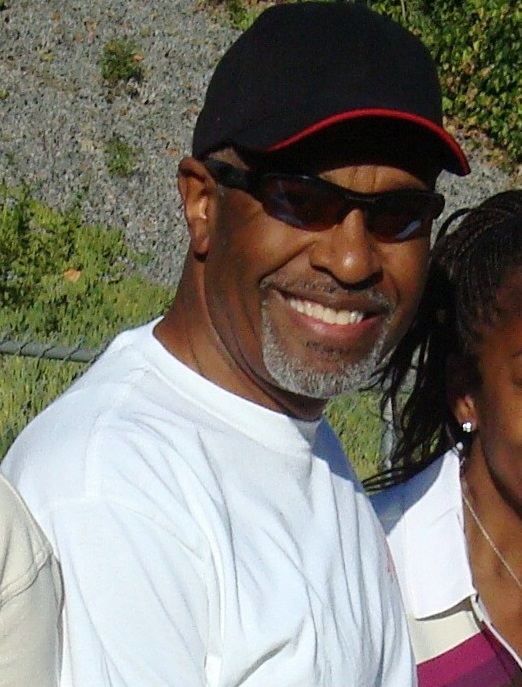

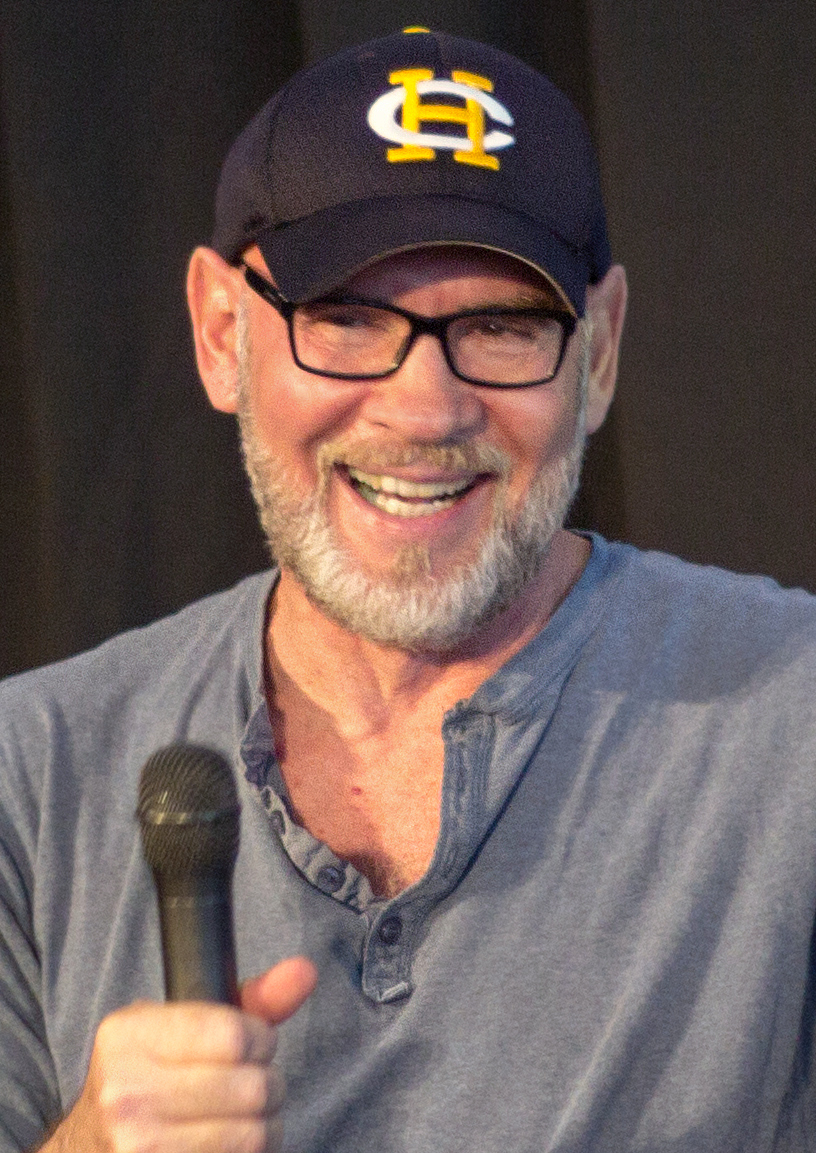

Доггетт прокидається в Мексиці, не пам'ятаючи, хто він і як опинився тут. Тим часом Рейєс і Скаллі намагаються знайти його і виявляють, що пам'ять Джона було викрадено «вампіром пам'яті», який працює на наркокартель.

## Зміст
Істина поза межами досяжного
Джон Доггетт прокидається всередині покинутого складу і бачить чоловіка, який краде один з його черевиків. Доггетт переслідує чоловіка надворі, де злодюжка викликає двох мексиканських поліцейських. Один із поліцейських б'є чоловіка палицею, а інший вимагає документи Джона. Коли Доггетт виявляє, що у нього немає документів, офіцер запитує його ім'я. Доггетт шокований, усвідомивши, що не може згадати свою особу.
Доггетта доставляють до місцевої в'язниці, де він знайомиться з ув'язненим на ім'я Домінго. Уві сні Джон бачить сина і дружину. На восьмий день Домінго Салмарон звільняється і пропонує Доггетту також вийти його за умови, що Джон допоможе йому виконувати його злочинні завдання. Доггетт погоджується, але змінює свою думку після звільнення. Нестор, друг Домінго, дістає пістолет, але Доггетт швидко перемагає його і бере зброю. Доггетт повертається на склад в надії знайти підказки своєї особистості. Там він знаходить злодюжку який зве його «Вкрадена пам'ять». Час від часу Джон переживає спогади про дружину та сина, але поняття не має, хто вони. Доггетт знаходить Домінго і з огидою приймає його роботу. При огляді в дзеркалі на плечі Доггетт бачить татуювання морської піхоти США. А під вікном Джонового готелю слухає чоловік із срібними черепами на ланцюжку.
Тим часом на 12-й день у Вашингтоні Волтер Скіннер і Дейна Скаллі розглядають відеозапис з камери безпеки, розташованої на кордоні з Мексикою. Заступник директора ФБР Елвін Керш розформовує оперативну групу з пошуку Доггетта, вважаючи, що відео є доказом того, що він потрапив до Мексики за власним бажанням і не був викрадений. Рейєс проводить зустріч з імовірним підозрюваним у тимчасовій штаб-квартирі ФБР в Техасі. Тим часом Доггетт телефонує в офіс морської піхоти США, сподіваючись, що його татуювання морської піхоти проллє світло на його справжню особистість. Не встигаючи отримати достатньо відповідей на свої запитання, він помічає поліцейських і втікає.
Джон відремонтовує автобус Домінго. Той йому демонструє ніби оголошення про розшук Джона за подвійне убивство. Приятель Домінго увечері йде до людини із срібними черепами. Людина із срібними черепами натякає — він тут ні до чого якщо агенту ФБР судилося померти сьогодні. Скаллі відстежує телефонний дзвінок Доггетта і змушує Моніку Рейєс поїхати до мексиканського міста, де його востаннє бачили. Помічник Домінго намагається застрелити Доггетта але Джон збиває автобус з домкрата йому на ногу і застрелює нападника.
Домінгес приходить і бачить мертвого напарника — й Доггетта з пістолетом. Рейєс за допомогою підкупу та хитрощів дізнається про Джона у мексиканського федерального поліцейського. Вона знаходить сильно побитого чоловіка у місцевій лікарні. На тринадцятий день виявляється, що Кабальєро, силовик місцевого наркокартелю, є «вампіром пам'яті»: він може поглинати спогади тих, хто становить загрозу картелю. Рейєс знаходить Доггетта в гаражі — він не пам'ятає її — і стикається із обстрілом з боку поліції, яка також контролюється картелем. Весь час Рейєс намагається нагадати Доггетту, хто вони. Доггетт згадує свого сина. Доггетт і Моніка вириваються під обстрілом з гаража в автобусі. Агентів рятують Скіннер і мексиканські федерали. Доггетт зі сльозами зізнається, що він щасливий мати всі свої спогади, навіть погані, «поки я пам'ятаю хороші».

## Зйомки
«Джон Доу» був написаний виконавчим продюсером Вінсом Гілліганом, а режисером був Мішель Макларен. Етав став першим сольним епізодом Гіллігана в дев'ятому сезоні. Гілліган місяцями возився з історією «вампіра пам'яті», перш ніж завершити її. Ідея розгорнути історію в Мексиці та зосередити її навколо персонажа Роберта Патріка була задумом Френка Спотніца. Звідти історія «рушила досить легко». «Джон Доу» був спільною режисерською дебютною роботою Макларена. Хоча вона ніколи раніше не вела жодного епізоду, Макларен багато чого навчилася, працюючи з Кімом Меннерсом, одним із плідних режисерів серіалу. Згодом вона зазначала: «Кім навчив мене, як він розділяє сценарій і готує свій список знімків. Найпотужнішим, що він сказав мені, було те, що він уявляє — шоу все нарізане разом, і бачить фільм у своїй голові та дійсно візуалізує його». Пізніше Гілліган сказав, що Макларен «справно підійшла до справи і дійсно виконала свою домашню роботу».
За словами Гіллігана, сцена аварії автобуса була створена з використанням комбінованих зйомок «диму та дзеркал». Для зйомки всієї сцени було використано дев'ять камер. Кілька камер були запущені, щоб створити ілюзію, що автобус їде швидше, ніж це було насправді. Сталева рампа була закопана в землю, щоб перевернути автобус. Незважаючи на відзнятий продукт, згодом Гілліган пожартував: «Ти міг би стояти там і з'їсти бутерброд, поки все рухалося: це було так повільно».
Для деяких кадрів оператор-постановник Білл Роу запозичив мотиви з фільму Стівена Содерберга «Трафік» (2000). Роу також вирішив знімати сцени на відкритому повітрі, використовуючи «зовнішність на три, чотири зупинки вище того, ніж що ви повинні знімати», що призвело до дуже розмитого відчуття. Розповідаючи про цей епізод, Роу сказав: «Було справді темно, тому у нас був величезний контраст освітлення. Воно було темним, теплим і коричневим. Коли ти заходиш всередину, ти ледве бачиш речі, але коли ти надворі — просто сліпить». Для створення мексиканського містечка, показаного в епізоді, сцени були зняті в Помоні, розташованому за межами Лос-Анджелеса. Потім було вирізано матовий фон міста та блакитне небо і додано штучний мексиканський фон. Експерт зі спецефектів Мет Бек також в цифровому вигляді додав кілька плакатів у сцени на відкритому повітрі.
Створюючи мексиканську готельну квартиру, знімальна команда відремонтувала те, що колись було «квартирою Фокса Малдера». Художник-постановник Корі Каплан сказав про розробку епізоду: «Для нас, як для відділу мистецтва, було дуже креативно і вельми корисно створити повний загальний вигляд перебування в іншій культурі». В епізоді звучить кілька іспанських пісень. Коли герої знаходяться в кантині, звучить пісня Роберто Руїса «La Calentura». Під час сцен у гаражі зображується «Juana La Cubana» Фіто Олівареса.

## Показ і відгуки
«Джон Доу» вперше вийшов в ефір у США 13 січня 2002 року. Він отримав рейтинг Нільсена 5,0, що означає — його побачили 5,0 % домогосподарств країни, і переглянули 5,28 мільйона сімей. Згодом епізод вийшов у Великій Британії 16 грудня 2002 року на «BBC Two»
Епізод отримав переважно позитивні відгуки телекритиків. Джессіка Морган з «Телебачення без жалю» поставила епізоду оцінку «А». Джульєтт Гарріссон з «Den of Geek» назвала серію найкращим самостійним епізодом дев'ятого сезону та пойменувала «освіжаючою зміною темпу». Роберт Ширман і Ларс Пірсон у книзі «Хочемо вірити: критичний посібник з Цілком таємно, Мілленіуму і Самотніх стрільців» дали цьому епізоду позитивну рецензію та оцінили на 5 зірок із п'яти. Оглядачі високо оцінили сценарій Гіллігана та гру Патріка, зазначивши, що перший «живопише сценарій з брудом, який надає йому справжню силу, а другий грає». Крім того, Ширман і Пірсон написали, що «„Джон Доу“ показує, що в „Секретних матеріалах“ все ще є новий погляд». Меган Дінс із «Tor Books» вельми хвалила цей епізод і назвала його «яскравою плямою в темний і похмурий сезон, як у сценарії, так і в зйомках». Вона вважала, що фокус на Доггетта було ефективно зроблено, а сценарій зосереджений на «сильних сюжетних лініях персонажів», що спрацювало на його користь. Зрештою, вона прийшла до висновку, що цей епізод був «частиною „Секретних матеріалів“ більшою мірою, ніж інопланетянин або мутант», оскільки зосередився на ідеї, що «біль робить тебе, більше болю робить тебе кращим» М. А. Кренг у книзі «Заперечуючи правду: перегляд „Секретних матеріалів“ після 11 вересня» високо оцінив головну тему, кінематографію та гру Патріка, назвавши «Джона Доу» «стильно зробленим епізодом».

## Знімалися
| Актор                  | Роль           |
| ---------------------- | -------------- |
| Роберт Патрік          | Джон Доггетт   |
| Джилліан Андерсон      | Дейна Скаллі   |
| Аннабет Гіш            | Моніка Рейєс   |
| Мітч Піледжі           | Волтер Скіннер |
| Джеймс Пікенс молодший | Елвін Керш     |
| Зітто Казанн           | Кабаллеро      |